# Ehrennadel der SV Dynamo
Die Ehrennadel der SV Dynamo war eine Auszeichnung der Sportvereinigung Dynamo, die formal dem Ministerium für Staatssicherheit der Deutschen Demokratischen Republik (DDR) unterstand. Ihre Stiftung erfolgte am 8. April 1955 in drei Stufen; Bronze, Silber und Gold. Die Verleihung dieser Ehrennadeln erfolgte dabei für
- Verdienste bei der Entwicklung der sozialistischen Körperkultur und des Sports in der DDR
- Verdienste um die Festigung und Stärkung des DTSB sowie der SG Dynamo
- Verdienste für die Stärkung des internationalen Ansehens der DDR
- bei der Pflege freundschaftlicher Beziehungen im Sinne der olympischen Idee sowie des Friedens und der Völkerverständigung
- Vorbildliche Pflichterfüllung der Aufgaben von Körperertüchtigung und Sport in den Trägerorganen der SV Dynamo
- langjährige, treue, verdienstvolle und ununterbrochene Tätigkeit als Funktionär von Körperkultur und Sport

## Aussehen

### 1. Ausführung
Die Ehrennadel der 1. Ausführung von 1955 mit einer Höhe von 24,5 mm und einer Breite von 39,4 mm, zeigt eine wehende farbig emaillierte Staatsflagge der DDR, wobei das Staatswappen der DDR nicht zu sehen ist und an dessen Stelle das Logo der SV Dynamo prangt, welches sowohl über den oberen, als auch den unteren Rand der Fahne hinausreicht. Am unteren Rand der Fahne sind drei nach links gerichtete Eichenlaubzweige zu sehen, über denen ein Spruchband mit der Inschrift SV DYNAMO zu lesen ist. Der kleine Zwischenraum zwischen Eichenlaubzweig, Schriftband und Flagge ist dabei durchbrochen. Die Rückseite des Abzeichens ist glatt und zeigt eine waagerecht verlötete Broschiernadel sowie eine eingeschlagene oder gravierte Verleihungsnummer. Die mit der Urkunde ebenfalls ausgehändigte Miniatur ist von gleicher Beschaffenheit, 24 mm breit und 18 mm hoch.

### 2. Ausführung
Die zweite Ausführung der Nadel ist nahezu identisch mit ihrem Vorgängermodell, jedoch nicht mehr umseitig mit einer Verleihungsnummer versehen und der zuvor durchbrochene Raum nun geschlossen und längs schraffiert.

### 3. Ausführung (1973–1989)
Anlässlich des 20. Jahrestages der Gründung der SV Dynamo erhielt die Ehrennadel am 27. März 1973 ein neues Design. Die nun 39,4 mm breite und 25,5 mm hohe Ehrennadel hat die Form einer roten wehenden Arbeiterfahne, auf der mittig das Logo der Sportvereinigung Dynamo innerhalb zweier flankierender Eichenlaubzweige zu sehen ist. Unter der Fahne ist ein wehendes Spruchband angebracht, auf dem die Inschrift SV DYNAMO zu lesen ist. Die Rückseite des Abzeichens ist glatt und zeigt eine angelötete waagerechte Broschiernadel. Die, neben einer Urkunde, mit verliehene Miniatur dieses Abzeichens ist von gleicher Beschaffenheit und 17,2 mm hoch und 22,5 mm breit.